# Zieria
Genre
Classification phylogénétique
Zieria est un genre de plantes de la famille des Rutaceae, originaire d'Australie à l'exception d'une espèce originaire de la Nouvelle-Calédonie. Ce genre qui est très proche du genre Boronia porte le nom du botaniste polonais John Zier.

## Liste des espèces et sous-espèces
Selon NCBI (6 mai 2011) :
- Zieria adenodonta
- Zieria adenophora
- Zieria arborescens
  - sous-espèce Zieria arborescens subsp. arborescens
- Zieria aspalathoides
- Zieria baeuerlenii
- Zieria buxijugum
- Zieria caducibracteata
- Zieria citriodora
- Zieria collina
- Zieria covenyi
- Zieria cytisoides
- Zieria formosa
- Zieria fraseri
- Zieria furfuracea
- Zieria granulata
- Zieria ingramii
- Zieria laevigata
- Zieria laxiflora
- Zieria littoralis
- Zieria minutiflora
- Zieria montana
- Zieria murphyi
- Zieria obcordata
- Zieria odorifera
- Zieria parrisiae
- Zieria pilosa
- Zieria prostrata
- Zieria robusta
- Zieria smithii
- Zieria southwellii
- Zieria tuberculata
- Zieria verrucosa